# Iglesia episcopal en los Estados Unidos
La Iglesia episcopal de los Estados Unidos, autodenominada Iglesia episcopal, es la Iglesia nacional estadounidense de la Comunión anglicana, que comprende 113 diócesis dentro de los Estados Unidos, las Islas Vírgenes Estadounidenses, Haití, Taiwán, Colombia, República Dominicana, Ecuador, Honduras, Nicaragua, Puerto Rico y Venezuela. La forma abreviada con que se conoce la Iglesia según sus siglas en inglés es ECUSA (Episcopal Church in the USA).
La principal iglesia episcopalina es la Catedral Nacional de Washington, que funciona además como centro de reunión nacional y está afiliada al gobierno por una ley del Congreso aprobada el 6 de enero de 1883.

## Nombres
The Protestant Episcopal Church in the United States of America (PECUSA) y The Episcopal Church (TEC) son nombres oficiales especificados en la constitución de la Iglesia. En otros idiomas se usa un equivalente, aunque se suelen usar las siglas en inglés. En español, la Iglesia se llama Iglesia Episcopal Protestante de los Estados Unidos de América, o sencillamente Iglesia Episcopal, y en francés L'Église protestante épiscopale des États-Unis d'Amérique o L'Église épiscopale.
Hasta 1964, la Iglesia Episcopal Protestante en los Estados Unidos de América era el único nombre oficial en uso. En el siglo XIX, los miembros de la Alta Iglesia abogaron por cambiar el nombre, que sentían que no reconocía la herencia católica de la Iglesia. El ala evangélica de la Iglesia se opuso a ello, ya que sentía que la etiqueta de «protestante episcopal» reflejaba con precisión el carácter reformado del anglicanismo. Después de 1877, la Convención General propuso y rechazó regularmente nombres alternativos. Una alternativa propuesta fue la Iglesia Católica Americana. En la década de 1960, la oposición a eliminar la palabra «protestante» había disminuido en gran medida. En un compromiso de la Convención General de 1964, los sacerdotes y delegados laicos sugirieron agregar un preámbulo a la constitución de la Iglesia, reconociendo a la Iglesia Episcopal como una designación alternativa legal, pero conservando el nombre anterior.
La 66.ª Convención General votó en 1979 para utilizar el nombre "La Iglesia Episcopal" en el Juramento de Conformidad de la Declaración de Ordenación.  La evolución del nombre se puede ver en el Libro de oración común de la iglesia. En el BCP de 1928, la página del título decía: "Según el uso de la Iglesia Episcopal Protestante en los Estados Unidos de América", mientras que en la página del título del BCP de 1979 dice: "Según el uso de la Iglesia Episcopal".
La Iglesia Episcopal en los Estados Unidos de América (ECUSA) nunca ha sido un nombre oficial de la iglesia, pero es una alternativa que se ve comúnmente en inglés. Dado que varias otras iglesias de la Comunión Anglicana también usan el nombre "Episcopal", incluidas Escocia y Filipinas, algunas, por ejemplo Anglicans Online, agregan la frase "en los Estados Unidos de América".
El nombre legal completo del organismo corporativo de la iglesia nacional es "Sociedad Misionera Nacional y Extranjera de la Iglesia Episcopal Protestante en los Estados Unidos de América",  que fue incorporada por la legislatura de Nueva York y establecida en 1821. Los miembros de la corporación "se considerará que comprende a todas las personas que son miembros de la Iglesia". Esto no debe confundirse con el nombre de la iglesia en sí, ya que es un organismo distinto relacionado con el gobierno de la iglesia.

## Historia
La Iglesia anglicana de las colonias americanas fue fundada en 1607. A raíz de la proclamación de la independencia por parte de las Trece Colonias Británicas en América del Norte cambió de estructura y nominación. Con anterioridad a la Guerra de Independencia, la Iglesia episcopal era parte de la Iglesia de Inglaterra a cuyo clero se le exigía aceptar la supremacía del monarca británico. Cuando el clero de Connecticut eligió a Samuel Seabury como obispo, este partió a Inglaterra para tratar de ser consagrado. El juramento de supremacía resultó ser un problema demasiado difícil de sortear. Sin embargo, el obispo electo se dirigió a Escocia, donde el colegio episcopal escocés (en aquel entonces perseguido por el Estado) lo consagró en Aberdeen el 14 de noviembre de 1784 para pasar a ser el primer obispo anglicano fuera de las islas británicas.
De esta forma los obispos estadounidenses adquieren la sucesión apostólica a través de los obispos de Escocia y aún en la actualidad las nueve cruces en el escudo de armas que simbolizan las nueve diócesis originales de ECUSA forman una cruz de San Andrés en conmemoración del vínculo escocés. En Escocia la Iglesia episcopal es conocida además porque, a diferencia de la Iglesia de Escocia (que es presbiteriana, es decir, gobernada por los presbíteros), la primera es regida por obispos (del latín episcopi). El término “anglicano” proviene del latín y significa inglés.
Tiene ciertas similitudes con la Iglesia católica, aunque esa iglesia no reconoce la validez sacramental del anglicanismo y hay algunas diferencias notables en la interpretación de ciertos sacramentos:
- Los Sacramentos son los mismos, a saber que se reconocen con mayor profundidad el Sacramento del santo Bautismo el cual es válido una vez bautizado en cualquier credo cristiano, La Santa Eucaristía y la confesión que es resguardada por el “sigilo sacramental”.
- No tiene una creencia de transubstanciación católica pero sí en la presencia real de Cristo en la eucaristía.

## La Iglesia

Bandera de la Iglesia episcopal.

Con excepción de la diferencia de nombre, todas las iglesias nacionales son casi iguales. Sin embargo, los diferentes grupos (por ejemplo, la Alta Iglesia, la Amplia Iglesia y la Baja Iglesia) dentro de las distintas ramas nacionales pueden variar en cuanto a número de seguidores. Como muchas otras iglesias anglicanas, la Iglesia Episcopal en los Estados Unidos ha entrado en plena comunión con la Iglesia evangélica luterana en los Estados Unidos, la Unión de Utrecht, Iglesia filipina independiente, la Iglesia Siria Mar Thoma de Malabar y partes de la Hermandad de Moravia en Estados Unidos, recientemente en el 2023 con la Iglesia de Suecia y en 2024 con la Iglesia evangélica Luterana en Baviera (ELKB). También hay diálogo abierto para una posible plena comunión futura con Iglesia metodista unida y la Iglesia presbiteriana (Estados Unidos) respectivamente.
En los Estados Unidos la iglesia cuenta con una feligresía aproximada de tres millones de personas y ha tenido entre sus miembros honorables más de un cuarto de todos los presidentes de los Estados Unidos y de los jueces principales de la Corte Suprema, así como a casi la mitad de los miembros del Congreso y de los jueces asociados de la Corte Suprema.
El nombre legal del cuerpo corporativo de la iglesia nacional es la “Sociedad Misionera Nacional y Extranjera de la Iglesia Episcopal Protestante de los Estados Unidos de América”, pero este nombre se usa raras veces.

## Provincias
La Iglesia episcopal de los Estados Unidos cuenta con nueve provincias y a su vez varias diócesis:
- I provincia (Provincia de Nueva Inglaterra)
  - Diócesis de Connecticut
  - Diócesis de Maine
  - Diócesis de Massachusetts
  - Diócesis de Massachusetts occidental
  - Diócesis de Nuevo Hampshire
  - diócesis de Rhode Island
  - Diócesis de Vermont
- II provincia (Provincia del Atlántico)
  - Convocación de Iglesias Episcopales de Europa
  - Diócesis de Albany
  - Diócesis del centro de Nueva York
  - Diócesis de Cuba
  - Diócesis de Haití
  - Diócesis de Long Island
  - Diócesis de Nueva Jersey
  - Diócesis de Nueva York
  - Diócesis de Newark
  - Diócesis de Puerto Rico
  - Diócesis de Rochester
  - Diócesis de las Islas Vírgenes
  - Diócesis del centro de Nueva York
  - Diócesis del occidente de Nueva York
- III provincia (Provincia de Washington)
  - Diócesis de Bethlem
  - Diócesis de Delaware
  - Diócesis de Easton
  - Diócesis de Maryland
  - Diócesis de Pensilvania
  - Diócesis de Pittsburgh
  - Diócesis de Virginia
  - Diócesis de Virginia Occidental
  - Diócesis de Washington
  - Diócesis del noroeste de Pensilvania
  - Diócesis del sur de Virginia
  - Diócesis del suroeste de Virginia
- IV provincia (Provincia de Sewanee)
  - Diócesis de Alabama
  - Diócesis de Atlanta
  - Diócesis de Carolina del Norte
  - Diócesis de Carolina del Sur
  - Diócesis de Florida
  - Diócesis de Georgia
  - Diócesis de Kentucky
  - Diócesis de Lexington
  - Diócesis de Luisiana
  - Diócesis de Misisipi
  - Diócesis de Tennessee
  - Diócesis del centro de la Costa del golfo
  - Diócesis del centro de Florida
  - Diócesis del este de Carolina
  - Diócesis del este de Tennessee
  - Diócesis del sureste de Florida
  - Diócesis del suroeste de Florida
  - Diócesis del sur superior de Carolina
  - Diócesis del oeste de Carolina del Norte
  - Diócesis del oeste de Tennessee
- V provincia (Provincia del Medio Oeste)
  - Diócesis de Chicago
  - Diócesis de Eau Claire
  - Diócesis de Fond du Lac
  - Diócesis de Indianápolis
  - Diócesis de Míchigan
  - Diócesis de Milkwaukee
  - Diócesis de Misuri
  - Diócesis de Ohio
  - Diócesis de Springfield
  - Diócesis del este de Míchigan
  - Diócesis del norte de Indiana
  - Diócesis del norte de Míchigan
  - Diócesis del sur de Ohio
  - Diócesis del oeste de Míchigan
- VI provincia (Provincia del Noroeste)
  - Diócesis de Colorado
  - Diócesis de Dakota del Norte
  - Diócesis de Dakota del Sur
  - Diócesis de Iowa
  - Diócesis de Minnesota
  - Diócesis de Montana
  - Diócesis de Nebraska
  - Diócesis de Wyoming
- VII provincia (Provincia del Suroeste)
  - Diócesis de Arkansas
  - Diócesis de Dallas
  - Diócesis de Kansas
  - Diócesis de Oklahoma
  - Diócesis de Río Grande
  - Diócesis de Texas
  - Diócesis del noroeste de Texas
  - Diócesis del oeste de Kansas
  - Diócesis del oeste de Luisiana
  - Diócesis del oeste de Misuri
  - Diócesis del oeste de Texas
- VIII provincia (Provincia del Pacífico)
  - Área de misión de la Nación Navajo
  - Diócesis de Alaska
  - Diócesis de Arizona
  - Diócesis de California
  - Diócesis de El Camino Real
  - Diócesis de Hawái
  - Diócesis de Idaho
  - Diócesis de Los Ángeles
  - Diócesis de Nevada
  - Diócesis de Olympia
  - Diócesis de Oregón
  - Diócesis de San Diego
  - Diócesis de San Joaquín
  - Diócesis de Spokane
  - Diócesis de Taiwán
  - Diócesis de Utah
  - Diócesis del este de Oregón
  - Diócesis del norte de California
  - Iglesia Episcopal en Micronesia
- IX provincia (Provincia de América Latina y el Caribe)
  - Diócesis de Colombia
  - Diócesis de República Dominicana
  - Diócesis Central (Ecuador)
  - Diócesis del Litoral (Ecuador)
  - Diócesis de Honduras
  - Diócesis de Venezuela
- Otras jurisdicciones
  - Diócesis Episcopal de las Fuerzas Armadas y Ministerios Federales

## El Libro de la Oración Común
La Iglesia episcopal tiene su propio Libro de Oración Común, que fue actualizado por última vez en 1979. El Libro de Oración Común contiene los distintos servicios de adoración o servicios litúrgicos que usan los episcopales. El Libro de Oración Común es la principal fuente teológica de los episcopales. Los restantes Libros de Oración Común fueron publicados en 1789, 1892 y 1928. En 1786 se editó una propuesta de Libro de Oración Común que no se adoptó. El Libro de Oración Común es de dominio público. Sin embargo, las nuevas revisiones del mismo son controladas por el Custodio para la Normalización del Libro de Oración Común.

## Estructura interna de la Iglesia
La unidad básica de gobierno de la Iglesia episcopal es la diócesis. El líder ordenado de una diócesis es el obispo. Otros líderes ordenados son los presbíteros (o pastores) y los diáconos. Los laicos participan plenamente de la vida y el gobierno de la Iglesia.
Cada diócesis está compuesta de congregaciones de diferentes tipos: misiones, que reciben el financiamiento total o parcial de la diócesis; capillas, que están vinculadas a otras instituciones dentro de la diócesis y en algunos casos funcionan solamente una parte del año; parroquias, que se autofinancian; y catedrales que son la iglesia madre de la diócesis y suelen funcionar también como parroquias. La mayoría de las diócesis cuentan con una catedral, aunque hay algunas que no. La diócesis de Iowa y la diócesis de Minnesota tienen cada una dos catedrales.
La mayor parte de las congregaciones son parroquias. El líder ordenado de una parroquia es el sacerdote al cual se le llama rector. Los dos líderes laicos principales de cada congregación son los guardianes (warden en inglés), en ocasiones divididos en guardián mayor (sénior) y guardián menor (junior). Además del rector y los guardianes, se eligen a otros laicos para apoyar la misión y el ministerio de la congregación. El rector, los guardianes y estos laicos elegidos constituyen la junta parroquial (vestry en inglés, a veces llamado consejo o comité parroquial). El número de estos administradores laicos adicionales varía según el tamaño de la congregación.
La catedral está regida por un deán (también llamado decano) y puede tener un cuerpo administrativo llamado capítulo o rectoría. La misión está regida por un vicario y un comité misionero. El clérigo a cargo de una capilla puede ser llamado capellán o vicario.
La Iglesia convoca su convención general cada tres años. La misma es bicameral y está formada por la Cámara de los Obispos y la Cámara de Diputados, que incluye a laicos y sacerdotes. El líder de la Cámara de los Obispos es el obispo primado de la Iglesia episcopal. El líder de la Cámara de Diputados se titula presidente y puede ser elegido lo mismo de entre los laicos que de entre los sacerdotes. En la Convención General de 2009 fue elegida como obispa presidente (u obispa primada) la primera mujer de la historia, la Reverendísima Katharine Jefferts, mientras que en la Convención General de 2015 fue elegido obispo presidente el primer afrodescendiente en la historia, el Reverendísimo Michael Bruce Curry, En verano del 2024 el obispo Sean Rowe fue electo como primado y tomo pocesion el 2 de Noviembre del mismo año en una ceremonia pequeña en las oficinas de la denominación en Nueva York.